# 웹크롤러

웹크롤러(WebCrawler)는 구글 검색과 야후! 검색의 최상위 검색 결과를 섞어넣는 메타검색 엔진이다. 웹크롤러는 또한 사용자에게 그림, 소리, 동영상, 뉴스, 옐로 페이지, 화이트 페이지의 검색 옵션을 제공한다. 웹크롤러는 인포스페이스의 등록 상표이다. 1994년 4월 20일에 가동에 들어갔으며 워싱턴 대학교의 브라이언 핑커튼(Brian Pinkerton)에 의해 개발되었다.

## 역사
웹크롤러는 전문 검색을 제공하는 최초의 웹 검색 엔진이었다. 1995년 6월 1일 아메리카 온라인에 의해 인수되었다가 1997년 4월 1일 익사이트에 판매되었다. 웹크롤러는 익사이트가 파산한 이후(당시 Excite@Home) 2001년 인포스페이스에 인수되었다. 인포스페이스는 메타검색 엔진 도그파일과 메타크롤러를 소유하고 운영한다.

## 같이 보기
- 웹 검색 엔진